# Zona pellucida

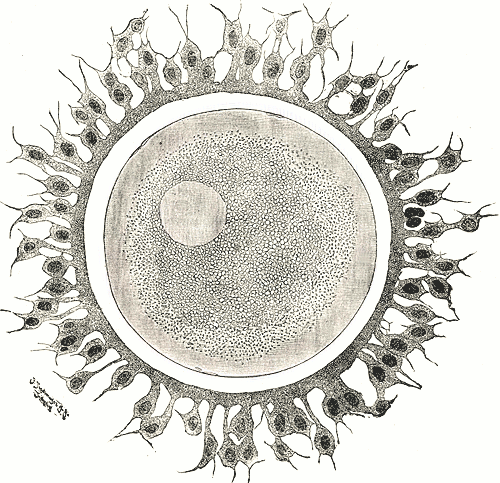
Ägg från människa. Ägget, med cellkärnan är den innersta grå delen. Den vita ringen är zona pellucida, som i sin tur är omgiven av corona radiata.

Zona pellucida är ett skyddande glykoproteinmembran runt äggceller. Zona pellucida består av glykoproteinerna ZP1, ZP2, ZP3 samt ZP4. Det sitter utanpå äggcellens yta. Utanför sitter corona radiata, ett cellager som utgör ett extra skydd och näringsförråd. 
Membranet behövs för att spermierna skall fastna på ägget och få sina kromosomer in till äggets kärna. Olika arter har olika glykoprotein, vilket gör att spermier från en art inte kan befrukta en annan arts äggcell. När en spermie har fastnat på zona pellucida stelnar membranet så att inte fler spermier kan tränga in. Om en hona producerar äggceller som saknar zona pellucida är hon ej fertil, eftersom spermierna inte kan fastna på sina receptorer.
När äggcellen blivit befruktad utgör den en zygot. Denna utvecklas genom celldelning innanför zona pellucida. Det bildas ingen ny cellplasma i de nya cellerna mellan celldelningarna. Alltså blir cellerna mindre; detta kallas isovolumetrisk delning. När zygoten har mer än nio celler kallas den för morula. Efter cirka fem dagar bryts zona pellucida ner så att morulan kan växa till, utveckla en vätskefylld insida och bli en blastocyst. Sex till sju dagar efter befruktningen kan blastocysten genomgå implantation och börja att utvecklas till ett embryo. Under tiden fram till implantationen kan zona pellucida skydda modern från att zygoten skall fastna i andra strukturer än livmoderns väggar. Blastocysten är en väldigt invasiv cellmassa som annars lätt kan sätta sig på andra vävnader, såsom äggledare, cervix, ovarier eller andra felaktiga positioner. Implantation som skett utanför livmodern kallas utomkvedshavandeskap eller ektopisk graviditet.